# Гаспар Мельчор де Йовелланос
Гаспар Мельчор де Йовелланос (ісп. Gaspar Melchor de Jovellanos; нар. 5 січня 1744 — 27 листопада 1811) — іспанський державний діяч неокласичного періоду, письменник, філософ та одна з головних постатей епохи Просвітництва в Іспанії.

## Біографія
Де Йовелланос народився місті Хіхон в Астурії. Він вивчав право в Ов'єдо, Авілі та в Мадридському університеті, після чого в 1767 став суддею з кримінальних справ у Севільї.
Його здібності були винагороджені тим, що в 1778 він отримав посаду судді в столиці, а в 1780 був прийнятий у військову раду. Він був членом (а з 1785 року — директором) Мадридського королівського економічного товариства друзів країни, освіченої філантропічної установи, створеної Карлом III, а також багатьох наукових асоціацій. В 1787 він написав свою найвідомішу економічну роботу: Informe en el expediente de ley agraria, опублікований в 1795 році.
Коли його друг Франсіско де Кабаррус потрапив у опалу, Йовелланос на знак протесту покинув Мадрид і провів 1790—1797 роки у свого роду вигнанні у рідному Хіхоні. Там він зайнявся літературною діяльністю, пов'язаною здебільшого з економікою.
Знову розпочавши суспільне життя у 1797 році, Йовелланос відмовився від посади посла в Росії, але прийняв посаду «міністра юстиції та милості», яку йому запропонував тодішній перший міністр Мануель Годой. Йовелланос та його друг Хуан Хосе де Аріас Сааведра не схвалювали політику Годоя та спробували змістити його, що вдалося лише на якийсь час.
У 1798 році Рок повернув собі владу і вплив, і Йовелланосу довелося знову відправитися в Хіхон.